# Tabuina varirata
Espèce
Tabuina varirata est une espèce d'araignées aranéomorphes de la famille des Salticidae.

## Distribution
Cette espèce est endémique de la province centrale en Papouasie-Nouvelle-Guinée,. Elle se rencontre dans le parc national de Varirata vers 740 m d'altitude.

## Description
La carapace du mâle holotype mesure 2,6 mm de long et l'abdomen 3,3 mm et la carapace de la femelle paratype mesure 3,5 mm de long et l'abdomen 4,3 mm.

## Étymologie
Son nom d'espèce lui a été donné en référence au lieu de sa découverte, le parc national de Varirata.

## Publication originale
- Maddison, 2009 : New cocalodine jumping spiders from Papua New Guinea (Araneae: Salticidae: Cocalodinae). Zootaxa, no 2021, p. 1-22.